# John Shore
John Shore (c. 1662 – 1752) foi um trompetista e alaudista inglês. Veio de uma família de músicos, da qual também fez parte a cantora Catherine Shore. Serviu como sargento trompetista da corte. A ele é creditado a demonstração de que o trompete, que até então era um instrumento militar, poderia ser usado numa função orquestral. Shore teve partes escritas especificamente para ele por George Frideric Handel e Henry Purcell. Ele inventou o diapasão em 1711.